# Hydrozetes amudariensis
Hydrozetes amudariensis är en kvalsterart som beskrevs av Koshchanova och Krivolutsky 1984. Hydrozetes amudariensis ingår i släktet Hydrozetes och familjen Hydrozetidae. Inga underarter finns listade i Catalogue of Life.